# Oxycirrhites typus
Oxycirrhites typus är en fiskart som beskrevs av Bleeker, 1857. Oxycirrhites typus ingår i släktet Oxycirrhites och familjen Cirrhitidae. Inga underarter finns listade i Catalogue of Life.